# حیات وحش موزامبیک

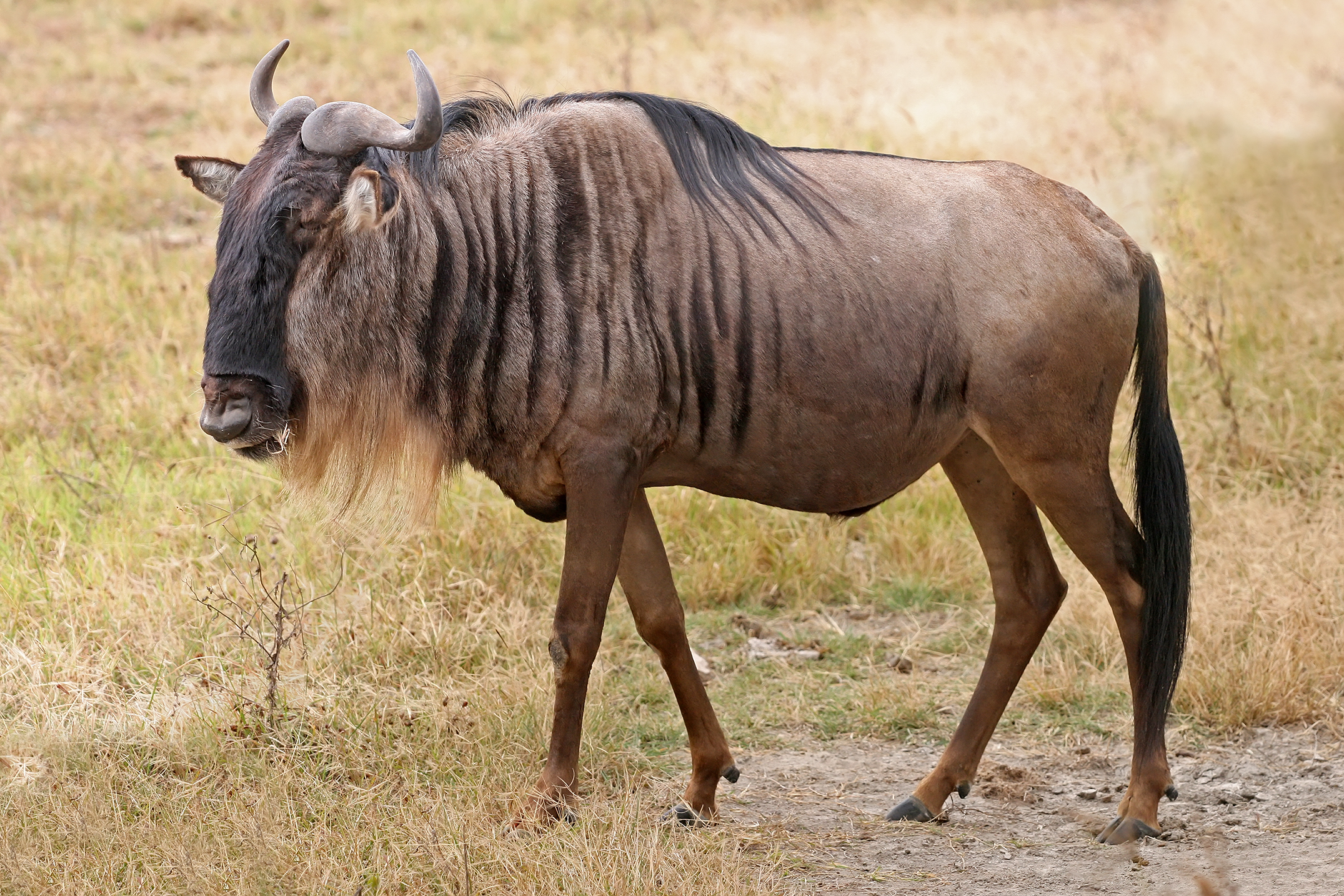
کل یالدار آبی‌رنگ

حیات وحش موزامبیک متشکل از گیاگان و زیاگان این کشور در جنوب شرق آفریقا است.

## گیاگان
در مجموع، ۵٬۶۹۲ گونه از آوندداران در این کشور ثبت شده‌اند که از میانشان ۱۴۵ گونه تهدیدشده محسوب می‌شوند.

## زیاگان
حدود ۲۳۶ گونه از پستانداران در موزامبیک ثبت شده‌اند که از میانشان ۱۷ گونه تهدیدشده محسوب می‌شوند. سم‌داران یافت‌شده در آنجا شامل گراز زگیل‌دار، اسب آبی و زرافه آفریقای جنوبی و حدود بیست گونه از شاخ‌درازان از جمله گاو کوهی معمولی، گاوگوزن لیختن‌اشتاین، کودوی بزرگ، شاخ‌بلند شبدیز، نیالا، کل آب‌دوست، کل یالدار آبی‌رنگ و کل بیشه هستند.

## مناطق محافظت‌شده
موزامبیک شش ذخیره‌گاه ملی و هفت پارک ملی دارد که دو تای آنها عمدتاً دریایی هستند. علاوه بر اینها، مناطق محافظت‌شده متعدد دیگری به همراه سه منطقه بهره‌گیری از حیات وحش جوامع، مناطق بهره‌گیری از حیات وحش پرشمار و ذخیره‌گاه‌های جنگلی در این کشور وجود دارند. در واقعیت، از بسیاری از اینها محافظت کمی می‌شود و بسیاری حیوانات به‌شدت در نتیجه جنگ داخلی موزامبیک (۱۹۷۷–۱۹۹۲) و شکار غیرقانونی‌ای که در آن زمان اتفاق می‌افتاد، کاهش یافتند. در روزگار تازه‌تر، تلاش‌هایی برای دوباره پر کردن برخی مناطق محافت‌شده از حیواناتی که از جاهای دیگر آورده می‌شوند، انجام می‌شوند و امکانات برای بازدیدکنندگان به‌ویژه در پارک ملی گورونگوسا بهبود یافته‌است.